# غراهام هيل
غراهام هيل (بالإنجليزية: Graham Hill)‏ مواليد 15 فبراير 1929 في لندن، إنجلترا، كان سائق فورملا 1 بريطاني سابق كان قد بدأ مسيرته الاحترافية سنة 1958. حائز على بطولة العالم للفورملا 1. كان أول سباق له هو جائزة بريطانيا الكبرى 1958، حقق أول فوز له في جائزة هولندا الكبرى 1962. خاض خلال مسيرته 179 سباقاً فاز في 14 منها. قتل في تحطم طائرة بايبر بيه إيه-23 كان يحلق بها في لندن في نوفمبر 1975.

## سباقات شارك فيها
- لو مان 24 ساعة
- بطولة العالم للسيارات الرياضية

## بطولات حققها
- بطولة العالم للفورمولا 1
- جائزة هولندا الكبرى 1962
- جائزة بريطانيا الكبرى 1969

## روابط خارجية
- غراهام هيل على موقع الموسوعة البريطانية (الإنجليزية)
- غراهام هيل على موقع Racing-Reference.info (الإنجليزية)
- غراهام هيل على موقع DriverDB.com (الإنجليزية)
- غراهام هيل على موقع eWRC-results.com (الإنجليزية)